# Rusarabuye
Rusarabuye ist einer von 17 Sektoren innerhalb des Distrikts Burera in der Nordprovinz von Ruanda.

## Geographie
Der Sektor hat eine Fläche von 42,2 km² und liegt auf einer Höhe von etwa 2230 m. Er setzt sich aus den drei Zellen Kabona, Ndago und Ruhanga zusammen. Nachbarsektoren sind im Norden Cyeru, im Osten Rwerere, im Südosten Nemba, im Süden Kamubuga, im Westen Rugengabari und im Nordwesten Gitovu.

## Bevölkerung
Nach Stand der Volkszählung von 2022 liegt die Einwohnerzahl bei 20.659. Zehn Jahre zuvor waren es 18.396, was einem jährlichen Bevölkerungszuwachs von 1,2 Prozent zwischen 2012 und 2022 entspricht.

## Verkehr
Entlang der Ostseite des Sektors verläuft die Stand 2022 nicht asphaltierte Nationalstraße 20.